# Yealering
Yealering is een plaats langs de rivier de Avon in de regio Wheatbelt in West-Australië.

## Geschiedenis
Ten tijde van de Europese kolonisatie leefden de Balardong Nyungah in de streek..
In de jaren 1870 werd de eerste pastorale lease, in de streek rond het meer dat de Aborigines Yealering noemden, opgenomen. In 1893 trok ontdekkingsreiziger Chamberlain door de streek, op zoek naar de oorsprong van de rivier de Avon. Rond 1904/05 probeerden een aantal migranten uit de Balkan er tuinbouw te ontwikkelen. Na een paar jaar stopten ze ermee door een gebrek aan transportmogelijkheden.
In 1910 besloot de overheid om een spoorweg van Wickepin naar Merredin aan te leggen, langs 'Lake Yealering'. Het jaar erop werd er een dorpslocatie voorzien en in oktober 1912 werd Yealering officieel gesticht. Het werd naar het meer vernoemd. De betekenis van de naam is niet gekend. De spoorweg vanuit Wickepin bereikte Yealering in 1913.
Vanaf 1910 werd in een tent les gegeven. Pas in 1917 werd het eerste schooltje geopend. In 1919 werd een gemeenschapszaal, de 'Soldiers Memorial Hall', gebouwd. Die zaal werd in 1927 in een nieuw gebouwde gemeenschapszaal geïncorporeerd en diende als eetzaal.
Het 'Yealering Hotel' werd op kerstavond 1924 geopend. Een tandarts hield er praktijk. Tijdens de Tweede Wereldoorlog werd er geld ingezameld door het Rode Kruis. In de gemeenschapszaal was toen een post gevestigd om vijandige vliegtuigen te spotten. Van 19 april 1944 tot 29 september 1945 was in Yealering een krijgsgevangenenkamp voor Italiaanse krijgsgevangen gevestigd.
In 1988 diende het hotel als decor voor de miniserie 'A Waltz Through the Hills'.

## Beschrijving eeuw
Yealering maakt deel uit van het lokale bestuursgebied (LGA) Shire of Wickepin, een landbouwdistrict. Het is een verzamel- en ophaalpunt voor de oogst van de in de streek bij de Co-operative Bulk Handling Group aangesloten graanproducenten.
In 2021 telde Yealering 91 inwoners, tegenover 180 in 2006.
Yealering heeft een gemeenschapszaal, hotel, caravanpark en enkele sportfaciliteiten.

## Toerisme
Yealering is gelegen aan het meer 'Lake Yealering'. Men kan er picknicken, barbecueën, boswandelingen maken, watersporten beoefenen en zwarte zwanen waarnemen.

## Transport
Yealering ligt 221 kilometer ten zuidoosten van de West-Australische hoofdstad Perth, 68 kilometer ten noordoosten van het aan de Great Southern Highway gelegen Narrogin en 30 kilometer ten noordnoordoosten van Wickepin, de hoofdplaats van het lokale bestuursgebied waarvan het deel uitmaakt.
De spoorweg die langs Yealering loopt maakt deel uit van het goederenspoorwegnetwerk van Arc Infrastructure.

## Externe links

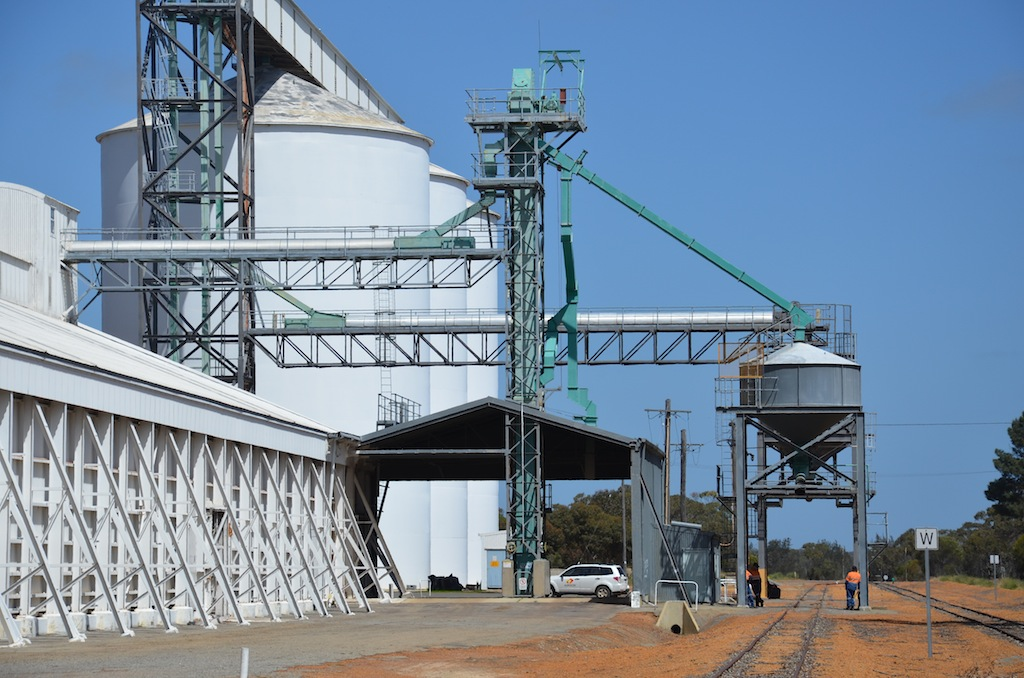
graansilo's van de CBH Group